# اسپارتاک ملیکیان
اسپارتاک سیرانی ملیکیان (ارمنی: Սպարտակ Սեյրանի Մելիքյան؛ زادهٔ ۲ ژانویهٔ ۱۹۶۸) یک حقوق‌دان، اقتصاددان، سیاستمدار اهل ارمنستان است که از تاریخ ۲۰۱۲ تا تاریخ ۲۰۱۷ سمت نمایندگی دوره پنجم مجلس ملی جمهوری ارمنستان را برعهده داشت.

## زندگی‌نامه
در ۲ ژانویهٔ ۱۹۶۸ در چاودار به دنیا آمد و از آکادمی دولتی کشاورزی پریمورسکایا (۱۹۹۷) فارغ‌التحصیل شد. 